# Castillo de Doña Martina
El castillo de Doña Martina o castillo de la Judería es una fortaleza de origen musulmán del siglo XI, si bien los restos actuales corresponde al siglo XIV y localizado en el municipio zaragozano de Calatayud, España.

## Situación
Rodeando la ciudad alta de Calatayud, existe un recinto fortificado que une cinco castillos situados sobre sendos cerros unidos por casi cuatro kilómetros de murallas. Uno de esos castillos es el castillo de Doña Martina. Está situado en el centro de la ciudad alta de Calatayud, al Sur del Castillo de la Torre Mocha y al oeste del Castillo del Reloj.

## Historia
Según diversas fuentes, Calatayud fue fundada en el 716 por Ayyub ben Habib al Lajmi en lo que hoy conocemos por castillo de Doña Martina. El historiador Al-Udri narra como en el 862 Muhammad I, encomendó la misión de ampliar las fortificaciones de Calatayud a Abderramán ben Abdelaziz el Tuyibí, con el fin de poder defender la ciudad de los Banu Qasi, señores de Zaragoza.
Durante el emirato de Córdoba, Calatayud formaba parte de la Marca Superior, cuyo centro era Zaragoza, siendo cabecera de un distrito que incluía Daroca. Abderramán III tomó Calatayud en el 937 ya que formaba parte de la rebelión de los tuyibíes de Zaragoza contra el califato. Ya en 1031, Calatayud era una de las principales ciudades del reino taifa de Zaragoza, momento de gran esplendor económico y cultural que duraría aproximadamente hasta el 1110, salvo un breve periodo de semiindependencia, en que acuñó su propia moneda y se declaró taifa independiente hacia el año 1050, con Muhammad ben Hud.
En el año 1110 los Almorávides tomaron el control de la península tratando de contener el avance de la reconquista pero poco pudieron hacer, ya que en 1120, Alfonso I de Aragón, dos años después de haber tomado Zaragoza, sitió Calatayud, que se rindió, como gran parte de la zona, tras conocer la derrota de los almorávides en la batalla de Cutanda.

## Características
Situado en el centro de la ciudad alta de Calatayud, desempeñó la función de alcazaba, se trata de un castillo de planta alargada de unos 140 metros de largo, siendo el único de los cinco del conjunto que está construido con grandes bloques de piedra sillar. En el frente oeste conserva un potente muro construido con un entramado de madera, siguiendo técnicas constructivas yemeníes, y reforzado con tres gruesos contrafuertes, mientras que en el extremo este, se conserva el arranque de un torreón bastante rebajado en altura y el arranque de un lienzo de muralla que baja en dirección al lugar donde estaba situada la puerta de Valencia, por el barranco de la Rúa.